# 埃伯茨豪森
埃伯茨豪森是德国莱茵兰-普法尔茨州的一个市镇。总面积2.57平方公里，总人口119人，其中男性55人，女性64人（2011年12月31日），人口密度46人/平方公里。